# Le Garçon aux cheveux verts
Pour plus de détails, voir Fiche technique et Distribution.
Le Garçon aux cheveux verts (The Boy With Green Hair) est un film américain de Joseph Losey, sorti en 1948. C'est une parabole sur le racisme, la tolérance, la rencontre de l'autre et la peur de la différence.

## Synopsis
Orphelin après la mort de ses parents lors d'un bombardement sur Londres, le jeune Peter Frye, resté aux États-Unis, est recueilli par un vieil artiste de cirque, Gramp, qui manifeste tant d'affection et de gentillesse pour l'enfant que celui-ci se laisse peu à peu apprivoiser. Miss Brand, sa nouvelle institutrice, lui prête d'autant plus d’attention qu'elle sait que Peter est un orphelin de guerre et ne peut se consoler de la perte de ses parents, malgré toutes les prévenances de Gramp.
Un matin, après son bain, Peter se retrouve soudain avec les cheveux verts ! Du jour au lendemain, il devient un objet de curiosité dans les environs, puis une victime de ses camarades comme des adultes, qui se moquent de lui. Personne ne peut trouver d'explication à cette extraordinaire situation. Peter est rejeté par ses camarades d'école et les habitants de la ville qui ont peur de la contagion. Désirant d'abord retrouver sa teinte d'origine, il finit par fuguer. Dans la forêt, un autre évènement improbable lui arrive : il rencontre d'autres orphelins de guerre, ceux qu'il a vus sur des affiches exposés dans son école pour sensibiliser au sort de ces enfants, victimes collatérales des conflits armés. Ceux-ci le persuadent alors que ses cheveux verts sont un symbole et qu'il est investi d'une mission de témoignage pour rappeler à tout le monde le sort des orphelins pour qu'enfin la guerre cesse et qu'il n'y ait plus d'autres d'orphelins sur Terre. Il revient donc chez Gramp et revendique avec enthousiasme sa différence, mais Gramp, lui aussi sous pression des habitants, finit par le persuader de se tondre la tête. Par dépit, Peter se laisse donc tondre par le coiffeur, devant de nombreux témoins venus assister à la scène. Gramp comprend alors qu'il a été lâche. Mais il est trop tard, et Peter fugue à nouveau.
Le narratif revient au présent, Peter termine son histoire. Le psychologue lui dit que quand quelqu'un croit vraiment en quelque chose, il ne s'enfuit pas. Peter part et retrouve Gramp dans la salle d'attente de la gare. Gramp lui lit une lettre écrite par son père, destinée à son 16ème anniversaire. Le père de Peter raconte ses convictions sur le fait que certaines choses valent la peine de mourir, et si les gens oublient, « rappelle-le-leur, Peter ». Encouragé à continuer de partager son message, Peter est sûr que ses cheveux repousseront en vert. Le psychologue dit au Dr Knudsen qu'il ne se soucie pas de savoir si les cheveux du garçon étaient réellement verts ou non, mais qu'il était d'accord avec ce que le garçon avait à dire. Gramp et Peter rentrent chez eux.

## Fiche technique
- Titre original : The Boy With Green Hair
- Titre français : Le Garçon aux cheveux verts
- Réalisation : Joseph Losey
- Scénario : Ben Barzman et Alfred Lewis Levitt, d'après une histoire de Betsy Beaton
- Photographie : George Barnes
- Musique : Leigh Harline
  - Chansons : Eden Ahbez
- Production : Adrian Scott[1], Stephen Ames, Dore Schary
- Société de production : RKO - Dore Schary production
- Pays d’origine :  États-Unis
- Langue originale : anglais
- Format : couleur – 35 mm – 1,37:1 – mono (RCA Sound System)
- Genre : drame, fantastique
- Durée : 82 minutes
- Date de sortie : 
  - États-Unis : 16 novembre 1948
  - France : 17 février 1967

## Distribution
- Dean Stockwell (VF : Jackie Gencel) : Peter Frye
- Pat O'Brien (VF : Raymond Rognoni) : Gramp
- Robert Ryan (VF : Jacques Erwin) : Dr Evans
- Barbara Hale (VF : Paula Dehelly) : Miss Brand
- Richard Lyon (VF : Raymond Loyer) : Michael
- Walter Catlett (VF : Paul Villé) : "Le Roi"
- Samuel S. Hinds (VF : Jean d'Yd) : Dr Knudsen (Knudson au générique, mais Knudsen sur l'enseigne dans le film)
- Regis Toomey (VF : Jean-Henri Chambois) : Mr Davis, le laitier
- Charles Meredith : Mr Piper, l'épicier
- David Clarke : le barbier
- Billy Sheffield : Red
- Johnny Calkins (crédité John Calkins) : Danny
- Teddy Infuhr : Timmy
- Dwayne Hickman : Joey
- Eilene Janssen : Peggy
- Curtis Loys Jackson Jr. (crédité Curtis Jackson) : un écolier
- Charles Arnt : Mr Hammond

## Musique
Durant le générique de début, la chanson Nature Boy, écrite par Eden Ahbez, est le thème principal de la partition pour le film, dont la mélodie est ensuite reprise à plusieurs reprises au fil de l'histoire. La version de Nat King Cole de Nature Boy resta pendant huit semaines consécutives au Billboard durant l'été 1948[réf. souhaitée].
Le générique de fin, d'abord chanté par Peter et Gramp dans la dernière scène, est une chanson folk intitulée How Many Miles To Dublin Town ? - Chip Chip My Little Horse et interprétée par O'Brien and Boys :

« Chip chip my little horse

Chip chip again sir

How many miles to Dublin Town?

Four score and ten sir.

Chip chip my little horse.

Chip chip again sir.

May I get there by candle light?

You may and back again sir. »